# Veste litúrgica
Veste litúrgica ou Paramento Litúrgico refere-se a todas as roupas prescritas, obrigatórias ou facultativas, para a celebração de qualquer liturgia ou culto. Trata-se portanto de uma roupagem cerimonial, de caráter sagrado.
Vestes litúrgicas são vestimentas e artigos litúrgicos associados principalmente à religião cristã, especialmente por Igrejas Orientais, Católicas (de todos os ritos), Luteranas e Anglicanas. Muitos outros grupos também fazem uso de vestimentas litúrgicas; entre as Igrejas Reformadas (Calvinistas), este foi um ponto de controvérsia na Reforma Protestante.

## Origem
Nas igrejas cristãs primitivas, oficiais e líderes, assim como suas congregações, usavam as vestimentas normais da vida civil no mundo greco-romano, embora com a expectativa de que as roupas fossem limpas e puras durante as observâncias sagradas. A partir do século IV, no entanto, começaram a ser feitas modificações na forma das vestimentas e, à medida que a moda secular mudou a partir do século VI, a igreja manteve as formas originais de suas vestimentas, embora com desenvolvimentos distintos e variações regionais. Ter vestimentas separadas e consagradas para as cerimônias e ritos nas igrejas enfatizava a natureza sagrada das funções que o padre e os ministros desempenhavam no altar. As vestimentas da Igreja Católica estabeleceram essencialmente suas formas finais por volta do século XIII.
A Reforma trouxe uma nova abordagem à simplicidade, especialmente sob a influência do Calvinismo. A Igreja da Inglaterra vivenciou suas próprias controvérsias sobre o uso adequado das vestimentas. Por outro lado, o Luteranismo preservou em grande parte muitas vestimentas pré-Reforma, especialmente na Escandinávia, por exemplo, na Igreja da Suécia.

## Rito Latino

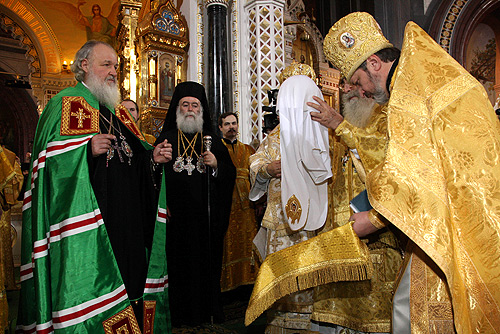
Vestes litúrgicas

No caso da liturgia romana da Igreja Católica temos as seguintes:
- Mozeta
- Peregrineta
- Sobrepeliz
- Barrete
- Amito ou Amicto
- Alva
- Cíngulo
- Manípulo
- Estola
- Tunicela
- Dalmática
- Casula
- Casula plicada
- Pluvial ou Capa de asperges
- Véu de ombros ou umeral
- Mitra
- Solidéu
- Báculo

## Protestante
Não há vestes uniformes no protestantismo. 
Alguns trajes são associados ao culto:
- Terno
- Véu
- Toga
- Clérgima, bandas (gravatas)
- Batina
- Estola

1. ↑   Phillips, Walter Alison (1911). «[[s:en:1911 Encyclopædia Britannica/|]]». In:  Chisholm, Hugh. Encyclopædia Britannica (em inglês) 11.ª ed. Encyclopædia Britannica, Inc. (atualmente em domínio público)
2. ↑   Phillips, Walter Alison (1911). «[[s:en:1911 Encyclopædia Britannica/|]]». In:  Chisholm, Hugh. Encyclopædia Britannica (em inglês) 11.ª ed. Encyclopædia Britannica, Inc. (atualmente em domínio público)